# Battonya
Battonya je mesto na Madžarskem, ki upravno spada pod podregijo Mezőkovácsházi Županije Békés.